# KTO
KTO (prononcé [kɑ.te.o]) est une chaîne de télévision catholique française, fondée à la demande du cardinal Jean-Marie Lustiger, le 13 décembre 1999, par Jean-Michel Di Falco.

## Histoire de la chaîne
KTO est créée par Jean-Michel Di Falco, alors évêque auxiliaire de Paris, sous l'impulsion de son archevêché, et plus particulièrement, à l'initiative du cardinal et archevêque de Paris, Jean-Marie Lustiger. KTO démarre le 13 décembre 1999 sur le réseau de télévision par câble de Paris (Noos), puis le 24 décembre sur le bouquet satellite CANALSAT en retransmettant en direct la fête de Noël et l’ouverture de l'Année sainte du Jubilé de l'an 2000 depuis la Cité du Vatican. La chaîne était alors présidée par Jean-Michel Di Falco, son directeur général étant Bruno Lecluse. La chaîne lance son site internet en janvier 2000 et couvre son premier grand évènement en direct au mois de juillet suivant avec les XVe Journées mondiales de la jeunesse à Rome. Elle a depuis lors couvert tous les moments forts de l’Église, en France et dans le monde, et en particulier les voyages du pape.
Elle est reprise sur le réseau Numericable le 28 août 2000 et ouvre son antenne à la publicité le 1er janvier 2001.
En juin 2001, le siège de la chaîne s'installe au 2, rue Rouget-de-Lisle à Issy-les-Moulineaux. De juillet 2005 à décembre 2009, KTO est au 12, rue d'Oradour-sur-Glane dans le 15e arrondissement de Paris. Elle est ensuite installée à Issy-les-Moulineaux au 125, rue Jean-Jacques-Rousseau. Finalement, le groupe devient propriétaire en 2016 et s'installe au 13 rue du 19-Mars-1962, à Malakoff.
En 2005, KTO se porte candidat à l'obtention d'une fréquence sur la TNT gratuite. Le CSA rejette sa candidature le 1er septembre, considérant que la chaîne ne s'adresse pas à un public assez large. À la suite de ce refus, un collectif nommé Nous voulons KTO se met en place pour réclamer une révision de cette décision. 34 députés et 5 sénateurs signent la pétition adressée au CSA qui a regroupé 152 000 signatures.
Devant cette vaste mobilisation, le président de la chaîne, Vincent Redier, dépose une requête devant le Conseil d'État. Le 21 septembre 2007, le Conseil d’État annule la décision du CSA de juillet 2005 refusant à la chaîne chrétienne une fréquence sur la TNT, arguant qu’il est illégal d’écarter d’entrée de jeu un média religieux au motif « qu’il s’adresserait nécessairement à un public restreint ».
Finalement, KTO annonce en 2007 sur son site Internet qu'elle ne « visait plus la TNT pour le moment » en raison d’un ticket d'entrée très élevé pour la TNT (6 millions d'euros minimum).
KTO accusait en 2005 un déficit de trois millions d'euros. Selon le journal Le Monde du 7 janvier 2006, le conseil d'administration de la chaîne souhaitait se prononcer sur une augmentation de capital, à laquelle les actionnaires actuels n'avaient pas l'intention de souscrire. Pour éviter le dépôt de bilan, la Conférence des évêques de France décide de solliciter l'aide du Comité français de radio-télévision (CFRT), association financée par ses donateurs, qui produit chaque dimanche sur France 2 l'émission dominicale Jour du Seigneur.
Le 22 janvier 2006, la chaîne annonce qu'elle poursuit son activité en coopération avec le Comité français de radio-télévision (CFRT). Le conseil d'administration de KTO « a examiné favorablement les propositions du CFRT de s'engager dans une coopération et de lui apporter un soutien immédiat, tant sur le plan financier que sur un plan industriel. Il a défini les conditions permettant à cette coopération de s'établir de façon durable », précise un communiqué de la chaîne. Le CFRT, qui vit de dons des fidèles, propose à KTO des projets de collaboration comprenant un apport de deux millions d'euros et un prêt d'un million d'euros. La chaîne change de statut, elle devient une association loi de 1901 et fonctionne désormais grâce aux dons. Aujourd’hui, 94 % des ressources de la chaîne provient de la générosité du public. En 2010, la collecte de fonds auprès du public a rapporté 7,2 millions d’euros à KTO.
Depuis février 2008, KTO diffuse l'antenne en direct sur son site internet. Grâce à une gestion d'archivage automatique, toutes les vidéos dont les droits sont acquis à la chaîne sont mises en ligne et peuvent être lues gratuitement. Pour les vidéos en cours de première diffusion, elles apparaissent en archive sur le site 5 minutes après leur passage à l'antenne.
Le samedi 12 décembre 2009, une messe d'action de grâce est célébrée dans la cathédrale Notre-Dame de Paris par le cardinal André Vingt-Trois à l'occasion du dixième anniversaire de la chaîne.
En mai 2010, KTO commence à émettre au Moyen-Orient, et en Afrique du Nord. Le 14 avril 2011, KTO commence à émettre en Belgique via Belgacom TV. En mai 2014, Philippine de Saint-Pierre, journaliste spécialisée en information religieuse remplace Christian de Pennart à la direction générale de la chaîne, poste qu'il occupait depuis huit ans.
En 2019, KTO emploie 70 salariés dont environ un tiers de journalistes.
En 2023, KTO se voit attribuer par l'Arcom une fréquence nationale de la radio numérique terrestre pour un projet de radio nationale diffusée en métropole nommé KTO Radio,.

### Identité visuelle (logo)

Logo de KTO du 13 décembre 1999 à 2006.
Logo de KTO de 2006 au 10 septembre 2022.
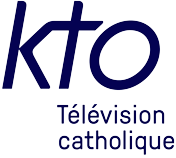
Logo de KTO depuis le 10 septembre 2022.

## Organisation

### Dirigeants
Président :
- Vincent Montagne

Directrice générale :
- Philippine de Saint-Pierre

Secrétaire général :
- Albert Goyet

Directeur de la rédaction
- Etienne Loraillère

### Statut
Depuis 2009, KTO est chaîne associative sous le régime des associations de loi de 1901. Le financement provient essentiellement des dons (particuliers et mécénat d’entreprises) et des partenariats, via la Fondation KTO. Placée sous égide de la Fondation Notre-Dame, elle est à ce titre reconnue d'utilité publique et elle est habilitée à recevoir des legs et donations en étant exonérée de droits de successions. Les comptes sont certifiés par le cabinet de commissariat aux comptes de MAZARS.

## Diffusion
KTO bénéficie d'une couverture de 100 % du territoire via sa diffusion satellitaire en clair-gratuit sur Atlantic Bird 3 (5° Ouest / Fréquence : 11 096 MHz / Polarisation : Verticale / Symbol rate : 29,95 MSymb/s / PID Vidéo : 871 / PID Audio : 872). KTO abandonne le 1er juillet 2008 le satellite Hot Bird 6 pour des raisons économiques. Le 1er janvier 2012, la chaîne ne renouvelle pas non plus son abonnement à Astra pour ces mêmes raisons, le budget d'Astra seul coûtant plus cher que le budget de tous les autres satellites loués.
Elle est aussi diffusée par de nombreux réseaux câblés, par ADSL en France et en Belgique et le satellite Fransat (canal 54), ainsi qu'au Moyen-Orient via Atlantic Bird 4.
À l’occasion du déménagement de son siège en plein centre d’Issy-les-Moulineaux, KTO s’est dotée de sa propre plate-forme de diffusion fonctionnant 24 heures par jour et 7 jours sur 7, composée d’un serveur de diffusion SD/HD Nexio de Harris, d’un système d’archivage long terme sur cassettes informatiques Quantum et d’un stockage intermédiaire constitué de trois nœuds IQ6000X Isilon Systems totalisant 10 téraoctets (To) de données. Cet outil numérique ultra moderne lui permet de maîtriser de façon autonome la distribution de son signal vers les deux réseaux satellitaires de SES-Astra et Eutelsat, vers les infrastructures câblées et ADSL ainsi que sur le Web. Ce dispositif, entré en production fin avril 2010, a été l’occasion du passage de la chaîne au format 16/9 en même temps que l’équipe prenait en main l’exploitation de sa nouvelle régie finale, une fonction précédemment opérée par le personnel de son hébergeur, Cognac-Jay Image (groupe TDF).
| Diffuseur              | N° de Canal |
| ---------------------- | ----------- |
| Fransat                | 54          |
| Canal                  | 177         |
| Virgin                 | 163         |
| Free                   | 245         |
| Orange                 | 220         |
| Darty                  | 174         |
| SFR                    | 179         |
| Bouygues               | 218         |
| Proximus (Belgique)    | 215         |
| VOO (Belgique)         | 147         |
| Orange (Belgique)      | 98          |
| Telenet (Bxl et Wall.) | 36          |

## KTO sur Internet
Toutes les vidéos diffusées par la chaîne, sauf les documentaires achetés et non-coproduits, sont disponibles après leur diffusion sur le site de la chaîne. Les vidéos sont hébergées depuis 2012 sur la chaîne Youtube de KTO, qui compte plus de 500 000 abonnés (atteint en août 2021), et plus de 31 000 vidéos accessibles en replay.
La chaîne en elle-même est aussi diffusée en direct sur la page d'accueil de son site. Son site héberge de nombreuses vidéos d'émissions passées et aussi des documentaires et reportages.